# Max Kilman
Maximilian William Kilman (Londra, 23 maggio 1997) è un calciatore inglese di origini ucraine, difensore del West Ham Utd.

## Carriera

### Club
Ha esordito fra i professionisti il 4 maggio 2018, nella partita vinta dal Wolverhampton per 1-0 contro il Fulham.
Dopo 6 anni con i gialloneri, passa ufficialmente al West Ham Utd, firmando un contratto valido fino al 30 giugno 2031.

### Nazionale
Nel marzo 2021, il CT della nazionale ucraina Andriy Shevchenko ha annunciato di aver chiesto formalmente alla FIFA il cambio di nazionalità calcististica di Kilman all'Ucraina. Il 7 aprile 2021, la FIFA ha respinto la domanda, perché le sue presenze con la nazionale di calcio a 5 inglese in partite ufficiali lo legano a giocare per l'Inghilterra in qualsiasi nazionale di calcio.

## Statistiche
Statistiche aggiornate al 16 agosto 2025.

### Presenze e reti nei club
| Stagione             | Squadra              | Campionato           | Campionato | Campionato | Coppe nazionali | Coppe nazionali | Coppe nazionali | Coppe continentali | Coppe continentali | Coppe continentali | Altre coppe | Altre coppe | Altre coppe | Totale | Totale | Totale |
| Stagione             | Squadra              | Comp                 | Pres       | Reti       | Comp            | Pres            | Reti            | Comp               | Pres               | Reti               | Comp        | Pres        | Reti        | Pres   | Reti   |        |
| -------------------- | -------------------- | -------------------- | ---------- | ---------- | --------------- | --------------- | --------------- | ------------------ | ------------------ | ------------------ | ----------- | ----------- | ----------- | ------ | ------ | ------ |
| 2018-2019            | Wolverhampton        | PL                   | 1          | 0          | FACup+CdL       | 0               | 0               |                    | -                  | -                  |             | -           | -           | 1      | 0      |        |
| 2019-2020            | Wolverhampton        | PL                   | 3          | 0          | FACup+CdL       | 1+2             | 0               | UEL                | 5                  | 0                  |             | -           | -           | 11     | 0      |        |
| 2020-2021            | Wolverhampton        | PL                   | 18         | 0          | FACup+CdL       | 2+0             | 0               |                    | -                  | -                  |             | -           | -           | 20     | 0      |        |
| 2021-2022            | Wolverhampton        | PL                   | 30         | 1          | FACup+CdL       | 2+2             | 0               |                    | -                  | -                  |             | -           | -           | 34     | 1      |        |
| 2022-2023            | Wolverhampton        | PL                   | 37         | 0          | FACup+CdL       | 0+4             | 0               |                    | -                  | -                  |             | -           | -           | 41     | 0      |        |
| 2023-2024            | Wolverhampton        | PL                   | 38         | 2          | FACup+CdL       | 5+1             | 0               |                    | -                  | -                  |             | -           | -           | 44     | 2      |        |
| Totale Wolverhampton | Totale Wolverhampton | Totale Wolverhampton | 127        | 3          |                 | 19              | 0               |                    | 5                  | 0                  |             | -           | -           | 141    | 3      |        |
| 2024-2025            | West Ham Utd         | PL                   | 38         | 0          | FACup+CdL       | 1+2             | 0               |                    | -                  | -                  |             | -           | -           | 41     | 0      |        |
| Totale carriera      | Totale carriera      | Totale carriera      | 165        | 3          |                 | 22              | 0               |                    | 5                  | 0                  |             | -           | -           | 182    | 3      |        |